# Obexomia denselirata
Obexomia denselirata är en snäckart som först beskrevs av Suter 1908.  Obexomia denselirata ingår i släktet Obexomia och familjen Pyramidellidae. Inga underarter finns listade i Catalogue of Life.